# 厳美村 (岐阜県)
厳美村（いずみむら）はかつて岐阜県山県郡に存在した村である。
現在の岐阜市東北部に該当し、長良川沿いの地域である。
南部は長良川を挟んで稲葉郡との結びつきが強かったこともあり、昭和の大合併では、南北に分割された。

## 歴史
- 江戸時代末期、この地域は美濃国山県郡に属し、天領、高富藩領、旗本領などが混合する地域であった。
- 1889年（明治22年）7月1日 - 岩井村、加野村、太郎丸村、福富村、石原村が合併し、厳美村となる。
- 1956年（昭和31年）4月1日 -
  - 厳美村の北部（旧・太郎丸村、福富村、石原村）と山県村、春近村が合併し、三輪村になる。
  - 厳美村の南部（旧・岩井村、加野村）は稲葉郡芥見村に編入される。

## 村長
- 石井鼎

## 学校
- 厳美村立厳美小学校（1964年廃校。現・岐阜市立三輪南小学校）
  - 加野分校（1962年廃校）
- 関市厳美村春近村組合立東山中学校

## 旧跡・観光など
- 延算寺
  - 岩井山として濃飛八景の第八位に選定されている。

## その他
- 地名としては「厳美」の名は残っていない。郵便局やJAの支店には名が残っている。